# Kathleen Simon, viscountessa Simon
Kathleen Simon, viscountessa Simon, född 23 september 1869, död 27 mars 1955, var en anglo-irisk abolitionist.  
Hon var engagerad i Anti-Slavery International och verkade tillsammans med sin andra make John Simon, 1:e viscount Simon internationellt mot slaveri och rasism, bland annat slaveriet i Kina (mui tsai) och Afrika.